# Otto von Henneberg
Otto von Henneberg († 3. März 1200) war Bischof von Speyer von 1190 bis 1200.
Otto stammte aus dem fränkischen Grafengeschlecht derer von Henneberg, die wenige Jahrzehnte zuvor mit seinem Bruder Günther von Henneberg bereits in Speyer einen Bischof stellten und im 12. Jahrhundert auch als Bischöfe von Würzburg mehrfach vertreten waren.
Otto steht in einer Reihe von Speyerer Bischöfen, die eng an die staufischen Kaiser angelehnt waren.
Das fürstbischöfliche Wappen ist üblicherweise geviert. Die Felder des Wappenschildes führen im Wechsel das Familienwappen derer von Henneberg und das Wappen des Bistums Speyer, ein silbernes Kreuz auf blauem Grund. Das redende Familienwappen der Grafen von Henneberg zeigt eine Henne auf Gold.